# Турагай
Турагай или Торагай (азерб. Torağay palçıq vulkanı) — грязевой вулкан в Азербайджане. Расположен в Апшеронском районе, к западу от железнодорожной станции Сангачал.

## Описание
Вулкан расположен в Гобустане, имеет 5-6 потухших сопочных конусов. Площадь на которой распространён сопочный материал равна 686 га.

## История
Сильное извержение Турагая произошло в 1947 году. Всего за период с 1813 года было зафиксировано 11 извержений, последние из которых произошли в 2018 году.